# Astacosia lineata
Astacosia lineata là một loài bướm đêm thuộc phân họ Arctiinae, họ Erebidae.